# Costasiella kuroshimae
Costasiella kuroshimae Ichikawa, 1993 è una specie di mollusco gasteropode appartenente alla famiglia Costasiellidae. La specie, scoperta nel 1993 al largo delle coste dell'isola giapponese Kuroshima, è stata rinvenuta anche nelle acque vicino al Giappone, alle Filippine e all'Indonesia. Conservando i cloroplasti dalle alghe di cui si nutre è in grado di praticare indirettamente la fotosintesi.

## Descrizione

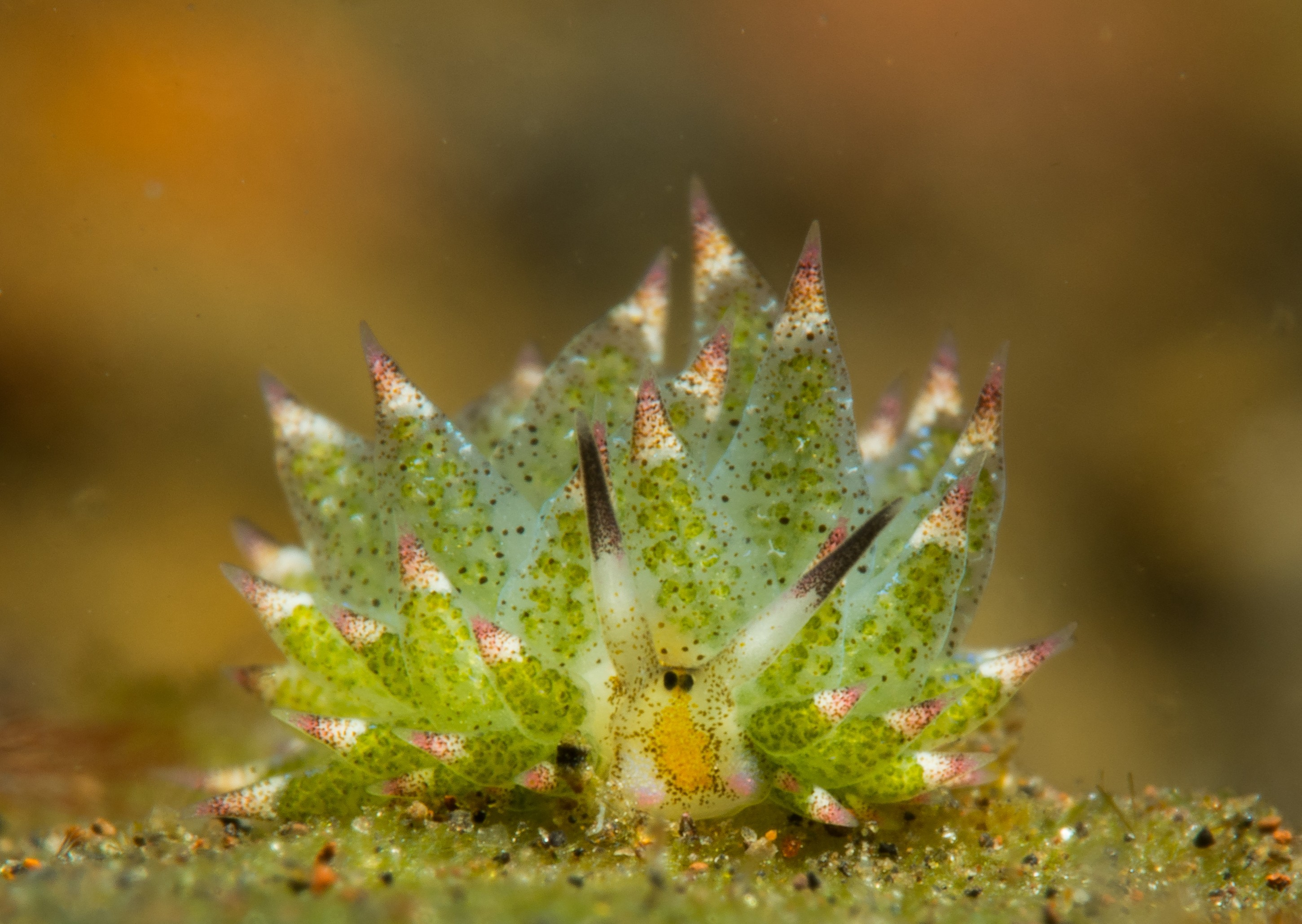

Questa specie, mediamente lunga 5 mm, può raggiungere la lunghezza di 1 cm. Vive in climi tropicali.
Presenta due occhi scuri e due rinofori, con le estremità nere, che emergono dalla testa. I rinofori hanno peli fini in grado di percepire sostanze chimiche nell'acqua, consentendo a questa specie di trovare fonti di cibo. Si nutrono principalmente di alghe del genere Avrainvillea.
Questi animali sono capaci di un processo chimico chiamato "cleptoplastia": sono infatti in grado di trattenere i cloroplasti dalle alghe di cui si nutrono, permettendo loro di eseguire indirettamente la fotosintesi. Tramite il medesimo processo, questi animali sono anche bioluminescenti.